# Ugo di Jersey
Ugo di Jersey noto anche come Ugone di Circea (Maine, ... – presso Catania, 1075) è stato un cavaliere medievale normanno dell'XI secolo. Fu primo conte di Paternò e signore di Catania.

## Biografia
Discendente di una nobile famiglia del Maine, giunse in Sicilia dopo aver sposato Flandina d'Altavilla, figlia del Gran Conte Ruggero e di Giuditta d'Evreux. A seguito di questo matrimonio il Jersey ebbe in dote la contea di Paternò.
Nel 1071 i Normanni conquistarono la città di Catania, della quale assunse la signoria. Qualche anno dopo, con la partenza di Ruggero verso Mileto, i catanesi richiamarono l'emiro in città, che tornò quindi sotto il dominio saraceno.
Nel 1075 Ugo, assieme al cognato Giordano d'Altavilla, organizzò l'assedio di Catania con un contingente formato da 30 cavalli. 
Benavert, l'emiro di Siracusa, messo al corrente dell'attacco, ricevette rinforzi dal Nordafrica e organizzò un attacco a sorpresa in un bosco nei pressi della città etnea ai danni del contingente normanno di stanza nella zona. Fu uno sterminio che costò la vita a gran parte dei militari normanni e allo stesso Jersey, che combatté fino all'ultimo.
Da Flandrina ebbe una figlia, Maria de Paternione, che sposò Costantino d'Embrun - Paternò, figlio di Roberto d'Embrun, capostipite della Casa Paternò, al quale portò in dote la contea di Paternò. E da quel momento i discendenti di Costantino assunsero perciò il nome di Paternò